# 韓德勤
韓德勤（1892年10月8日—1988年8月15日），字楚箴，中華民國國軍將領。第一屆（1947）國民大會江蘇省代表。

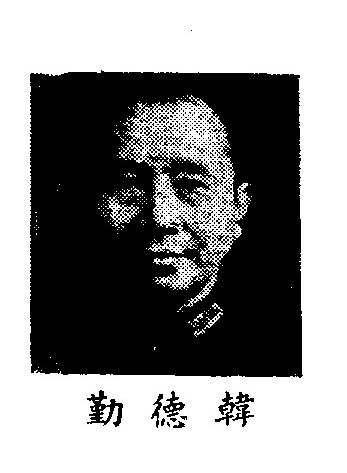

## 早期生平
其父韓維楨為清末秀才，1924年2月，原配因病去世，後娶了胡嘉瑞為妻。早期認為北洋政府才是正統，直到國民政府統一兩廣後，才在顧祝同（保定軍官學校同期）引見下投效國民革命軍。
1931年8月第三次剿匪戰爭中红三军团与蒋鼎文、蔡廷锴部打了一个硬仗，消耗很大，红军撤退时正好遇见韩德勤的第五十二师，红军为补充前一仗的消耗，直接消灭了52师。韩本人被俘虏，但混在一般士兵中得以逃脱。之后降調第2師副師長。
任江蘇省保安處處長期間，積極組建陸軍國民革命軍第八十九軍，成為抗日戰爭國軍敵後游擊部隊之一，同時也是徐州会战的抗日部隊之一、新四軍事件發生前遭中國共產黨極力打擊。

## 徐州会战
1938年初徐州会战爆发，韩德勤部在苏北担负会战地域南线的战斗任务。大约5月上旬，日军101師團佐藤支队（佐藤正三郎）从盐城北犯，韩德勤率部（89军、57军及保安旅）迎战。但因韩部多为保安团改编战力较低，而且韩部兵力分散（因防守东海和增援台儿庄，其所辖之57军仅一个旅参战），正面阻敌失利。蒋介石通电斥责韩德勤，电文曰：“查阜宁之敌不满三千，长驱千里如入无人之境，目下竟有窥东海遮断陇海路之趋势。该副总司令所部兵力优敌五倍，而丧师失地，影响主力军侧背之安全，将何以自解?”日军攻占阜宁后，因在沿途等地留守兵力较少，国军韩德勤部保安旅等部队对天生港、南通、如皋、东台等地的留守日军进行反攻，并挖毁公路、破坏桥梁，致使日军通向后方的200公里运输线断绝，日军被迫组织武装船队转而走水路运输。由于日军后方交通线遭到破坏、各据点被连连攻击，日军华中派遣军被迫命令阜宁日军停止前进，以一部向海州（连云港）挺进。日军101师团之101旅团在驻守阜宁期间“扫荡附近之敌”，遭韩德勤第24集团军之111师、117师有力反击，产生很大伤亡。徐州失陷后，蒋介石要求韩德勤“仍指挥缪征流军，务尽守土之责”，到万不得已时，可在苏北实行分区游击。因此白崇禧在回忆录中曾称：“五战区于徐州会战时，韩德勤为江苏省主席兼第二十四集团军总司令，保有苏北、皖东以至运河以及通海公路（南通—海州）之北端，且迭次向津浦路南端游击，减轻我第五战区之特别威胁，于台儿庄（台兒莊戰役）之胜利有间接之贡献。”

## 武汉会战中的游击策应
武汉会战期间，苏北国军韩德勤部积极策应，破坏津浦铁路南段，1938年7月反攻克复东台、盐城、阜宁等地，8月底反攻徐州一度攻入徐州西关，先后获蒋介石嘉奖：“该军忠勇歼敌，迭奏肤功（大功），至深嘉慰，尚希再接再厉，扰敌后方，以利全局。”“该军忠勇抗战，殊堪嘉赏，仍望继续努力，奋勇杀贼，牵制敌之后方，使对武汉会战有利，厥功至伟。”

## 游击概况
1939年1月，国民政府军委会划定“长江以北，津浦铁路以东，老黄河以南为鲁苏游击战区”，以于学忠为战区总司令，韩德勤、沈鸿烈为副总司令。因鲁南和苏北不便统一指挥，军委会于苏北成立鲁苏战区副总司令部（驻兴化），由韩德勤专门负责鲁苏战区南部的苏北部分。之后第24集团军番号撤销，由副总司令部直接统辖所属部队。1939年10月，第三战区司令长官顾祝同辞去江苏省主席的兼职，韩德勤正式担任江苏省主席并兼省保安司令。自鲁苏战区成立以来，苏北连年游击作战不断。据统计，在1939年初至1943年春撤离鲁苏的五个年头里，鲁苏战区大规模游击作战达20次，小规模游击战斗达5,000次以上，获有确切战果者达2,900余次。其中约三分之一的战斗发生在苏北。比较重要的例如：1939年2、3月份日军发动卜号作战，出动第21师团一部、第5师团一部、第114师团一部，并在华中派遣军一部和日本海军陆战队的配合下，在20日内占领了淮阴、涟水、阜宁、海州等城镇，并不时发起对韩军的扫荡。经日军打击，苏北国军丢失苏北北部，韩德勤率江苏省政府迁至兴化，此后苏北国军仍控制运河中段区域，开展游击战袭扰日军。1939年10月，日本第15、第21师团，分三路进攻韩德勤的根据地高邮湖一带，第89军第117师、副总部独立团（独立第6旅前身之一）和税警总队、江苏保安第三、第八旅等部，与日军激战20余天，高邮、宝应失而复得，并攻克盐城，取得反扫荡的胜利。同年11底至1940年初，在冬季攻势期间，韩部向淮阴、宝应、六合等地展开主动进攻，作战十余次，歼敌数千。1940年又两次粉碎日军的“扫荡”。

## 黄桥战役
1940年4月15日，毛澤東、王稼祥電令劉少奇、項英剿滅韓德勤的部隊：

第115師彭明治、吳法憲支隊約一萬二千人，不日從魯蘇邊出動，向北前進，估計約三個星期內外可與劉少奇方面配合夾擊韓德勤。

1940年7月12日，華中目前鬥爭策略，以全力對付韓德勤及蘇北其他頑軍切實發展蘇北。

1940年9月，中共得知國民政府第92軍李仙洲企圖以三個師援助已遭新四軍打擊的韓德勤，毛澤東並沒有因此妥協，立即下令八路軍第二縱隊楊德志急行軍到新四軍第四縱隊彭雪楓所在地，115師第5旅到八路軍第五縱隊第三支隊張愛萍所在地。
10月4日，韓德勤發動黃橋戰役，率军3万意图收复7月被新四军占领的原国军防区黄桥镇，但由于陈泰运、李明扬、李长江等非嫡系部队早被陈毅收买，战役中唯有韩之嫡系部队孤军深入，结果被7000共军以逸待劳迅速击败，國民革命軍第八十九軍軍長李守維溺斃，国军损失1.1万人。团以上主官无一生还。虽然还逃回去几千人，但战斗力已大大削弱。之後國民革命軍總參謀長何應欽向朱德、彭德懷、葉挺發出皓電。

## 山子头战役
1943年3月17、18日，彭雪楓與鄧子恢、張震、吳芝圃等在山子頭戰役中，猛烈進攻，一舉全殲韩的总部和所属部队，當場擊斃江蘇省第3保安隊司令兼淮泗專員王光夏、獨立第六旅旅長李仲寰，並俘虜江蘇省政府主席、蘇魯戰區副司令員韓德勤。基于先前对国际国内政治形势“日趋好转”的估计，中共中央严令各地“如有摩擦事件，必须先经报告批准，不许自由行动”。在得知韩德勤被俘虏后，毛泽东迅速电示陈毅等将韩“对韩德勤本人可佯装不知，但应与一部分中上级军官一道优待，一道释放，并严防其自杀和对外自认”。4月1日，新四军釋放了韩德勤。
关于山子头战役的起因，中共长期以来说是日军扫荡韩部时，新四军允许韩部退入新四军根据地，并给予韩部支援，但是韩德勤“恩将仇报”，反而趁机侵占山子头一带，意图和驻安徽阜阳、蒙城一带的国军王仲廉部会合“反共”，所以才进行“自卫”。但近年来大陆人民出版社2000年出版的《张爱萍传》（东方鹤著）中却提出新的观点，认为是时任新四军第三师副师长的张爱萍，假意答应韩德勤在日军扫荡时的借地暂避请求，背后却通知新四军总部和第四师彭雪枫趁势攻击韩德勤。
1950年8月由蔣中正指派蔣鼎文與韓德勤、劉詠堯負責審判吳石匪諜案，吳石、陳寶倉、朱楓等遭判處死刑，蔣鼎文與韓德勤聯名為吳石等人陳情，蔣中正震怒，以其三人為犯人說情殊為不法之至，應即將三人革除原職。退役後轉任總統府戰略顧問。該案為39至42年間軍法審判事宜，國防部向總統呈報有關該部中將參謀次長等人涉及共諜案件之案情經過及審判情形，獲總統更改判決刑度及指示意見，該部依判決結果辦理執行，並將執行情形呈報總統。另因審判長及審判官等三人轉報總統有關被告於法庭之懺悔言詞，總統認為其為被告說情而批示將三人革職，後改以記過處分。

## 榮譽
1931年1月獲得三等寶鼎勳章

1936年1月獲得二等寶鼎勳章，升任陸軍少將

1936年11月獲得國民革命軍誓師十週年紀勳章、四等雲麾勳章

1945年10月獲得抗戰勝利勳章

1947年在原籍江蘇省泗陽縣當選為第一屆國民大會代表。
來台後轉任總統府戰略顧問、台北市私立強恕中學董事、台北市江蘇同鄉會常務監事。